# Файд (Німеччина)
Файд (нім. Faid) — громада в Німеччині, розташована в землі Рейнланд-Пфальц. Входить до складу району Кохем-Целль. Складова частина об'єднання громад Кохем.
Площа — 8,23 км2. Населення становить 1058 ос. (станом на 31 грудня 2020).